# Verbo, Cuadernos Literarios
|  | No s'ha de confondre amb Verbo (revista). |

Verbo, Cuadernos literarios fou una revista literària on s'hi publicaren articles de cinema i art, on també s'hi tractà tot allò que succeïa a l'altra cantó dels Pirineus. Fou fundada i dirigida per Joan Fuster i Josep Albi i el mateix Josep Albi en fou l'editor. Publicant-se en castellà de manera regular entre els anys 1946 i 1958.
Joan Fuster i José Albi eren amics, havien estudiat dret a la Universitat de València i quan tenien vint-i-quatre anys van començar a publicar Verbo de la qual s’editaren 31 números. L'Espai Joan Fuster i l’Ajuntament de Sueca els van digitalitzar per posar-los a l’abast del gran públic. A Verbo es donaren a conèixer texts d’autors com Rilke, Kafka, Éluard, Ungaretti i Gide, també autors en castellà com Miguel Hernández, Gabriel Celaya i Gerardo Diego. Tot i que Josep Albi s’hi oposava, es publicaren autors en català com ara Xavier Casp, Lluís Guarner, Joan Baptista Bertran, Joan Valls, Bru i Vidal, Francesc de Paula Burguera i Pere Quart. Joan Fuster hi va publicar alguns dels primers escrits que va fer de temàtica cultural.